# Peter Bulckaen
Peter Bulckaen (Geluwe, 9 september 1965) is een Vlaams acteur. Hij is bekend geworden als agent Max Moelands in de serie Wittekerke.

## Biografie
Bulckaen volgde op zestienjarige leeftijd zijn vader in het theatergezelschap "Onder Ons".
Hij acteerde in verschillende Vlaamse televisieseries, zoals Postbus X, Caravans, Wittekerke, De wereld van Ludovic, Heterdaad, De Jacques Vermeire Show, 2 Straten verder, F.C. De Kampioenen, Flikken, Witse, Aspe, Zone Stad, De Rodenburgs, Grappa en Spoed. Ook acteert hij in films, zoals Er was eens... Luna, Buitenspel en Zot van A. Daarnaast is hij ook actief in het theater, onder andere met Het Prethuis en Komedie Compagnie.
Sinds 2008 speelt hij de rol van Mathias Moelaert in de VTM-soap Familie en sinds 2009 speelt hij ook de vergeetachtige clown Sollie in de Ketnetreeks Dobus van Studio 100. Hij speelde in 2010 ook een gastrol als politieagent in Hallo K3!. In 2013 speelde hij ook een gastrol in Binnenstebuiten. Peter maakte in 2019 zijn musicaldebuut in de musical  Titanic. Hierin vertolkte hij de rol van Bruce Ismay, directeur van de White Star Line. In 2024 vertolkt hij in het tweede seizoen van de serie Chantal de oude chef.
Bulckaen is getrouwd en heeft drie kinderen: een dochter en twee zonen.